# NGC 1898
NGC 1898 је расејано звездано јато у сазвежђу Златна риба које се налази на NGC листи објеката дубоког неба.
Деклинација објекта је - 69° 39' 23" а ректасцензија 5h 16m 42,4s. Привидна величина (магнитуда) објекта NGC 1898 износи 11,9. NGC 1898 је још познат и под ознакама ESO 56-SC90.